# Dark Mysteries: The Soul Keeper
Dark Mysteries: The Soul Keeper (Dark Mysteries : Le Dévoreur d'Âmes) est un jeu vidéo de type point and click et puzzle game se déroulant sur une petite île de Pawtuxet.  
Développé par Big Fish Games, il est édité par Just for Games et sorti sur Windows en 2013. Le jeu est basé sur le célèbre roman de H.P. Lovecraft, l'affaire Charles Dexter Ward.

## Histoire
L'histoire de Dark Mysteries: The Soul Keeper se déroule sur l'île de Pawtuxet. Après s'être échappé de l'asile, Charles Dexter Ward retourne sur l'île où il a grandi et veut réparer les erreurs qu'il a commises dans le passé. Malheureusement tout ne se déroule pas comme prévu, l'île de Pawtuxet autrefois paisible et idyllique est maintenant devenue une île surréaliste et menaçante. Les habitants ont disparu, sont morts ou encore hantent l'île sous forme de fantôme. Charles Dexter Ward convoque le joueur qui incarne un détective, dans le but d'anéantir un esprit maléfique et le joueur fera aussi une enquête sur le village.

## Personnages

### Charles Dexter Ward
Un homme interné dans une maison de santé qui a grandi sur l'île Pawtuxet, il est un enthousiaste féru d'archéologie et de généalogie. Il réussit à s'enfuir de l'asile pour retourner là où il est né.

### L'esprit maléfique
Un esprit maléfique qui a pu revenir parmi les vivants et son but est de dévorer les âmes de tout le monde pour devenir immortel.

### Le joueur
Enquête sur ce qui se passe sur l'île et va suivre Charles.

### Villageois
Ils seront présentés sous différentes formes.

## Critiques
Aperçu des notes reçues :
| Médias         | Pays   | Notes |
| -------------- | ------ | ----- |
| Big Fish Games | FR/USA | 3.9/5 |
| Apple store    | USA    | 4/5   |
| Amazon         | USA    | 3/5   |